# طريق الأبطال (فلم)
طريق الأبطال هو فيلم مصري عُرض عام 1961، بطولة هند رستم، صلاح ذو الفقار، وشكري سرحان، ومن إخراج محمود إسماعيل.

## قصة الفيلم
عاد الملازم ممدوح بالقوات المسلحة من منقباد بعد انتهاء فترة خدمته هناك، وانضم لوحدة ابن عمه الصاغ حمدى وتحت قيادته، حمدى يهوى الموسيقى ويؤلف الروايات الأدبية، ويعيش مع امه وأخته صفيه واقام ممدوح معهم في منزلهم حيث ان ممدوح مرتبط بقصة حب مع صفية. نور عبد الله هي فتاة أرستقراطية من عائلة ثرية متحررة، تربت على الحرية الشخصية، فلا أحد يسألها اين تذهب ولا متى تعود، أو من تصادق، وقد تم طلاقها اخيراً بعد ان خدعها زوجها وسرق أموالها وخانها مع أعز صديقاتها، وهى تعيش مع امها وابنة عمها المنحلة لولا وهن يقضين اوقاتهن بالنوادى والحفلات بدون قيود. يرى حمدى خطأ نور في فهم الحرية الشخصية وترى نور استعدادها الشخصى للتغيير من اجل حب حمدى، الذي عرض عليها الزواج فلم تمانع. اعترضت ام حمدى واخته صفيه على زواجه من فتاة متحررة من طبقة مختلفة عن طبقتهم المحافظة، وقد وافق ممدوح على ذلك وذهب بالفعل لمقابلة نور من وراء حمدى لإبلاغها رفض العائلة لزواجها منه وابلغها الرفض لأنها من طبقة متحررة وهم من طبقة محافظة. صُدمت نور في حبها، وقررت الابتعاد عن حمدى وإقناعه انها لم تكن تحبه وأصيب حمدى بصدمة، وظن ان نور مخادعة لا تعرف الحب. ثم قامت حرب فلسطين واضطر للسفر لجبهة القتال مع ابن عمه ممدوح. علمت نور بسفر حمدى للحرب، فذهبت لمنزل حمدى وقابلت امه واخته والذين رحبوا بها. تغيرت نور ان للافضل وتطوعت في الهلال الاحمر سافرت الي فلسطين لمساعدة الجرحى، وهناك قابلت ممدوح المصاب، وساعدته حتى شفاءه، وعندما رآها حمدى أعرض عنها، ولكن ممدوح شرح له ماحدث منه، وطلب العائلة منها الابتعاد، فقرر حمدى العودة لنور، ولكن العدو لم يسمح له، فقد أصابه احدهم واستشهد بين يدى نور.

## طاقم التمثيل
- هند رستم بدور (نور عبد الله)
- صلاح ذو الفقار بدور (ممدوح)
- شكري سرحان بدور (حمدي عبد العزيز)
- عماد حمدي بدور (حلمي)
- زهرة العلا بدور (صفية)
- عزيزة حلمي بدور (والدة حمدي)
- روحية جمال بدور (لولا)
- أحمد شوقي بدور (ضابط)
- عادل المهيلمي بدور (ضابط)
- حسن عبد السلام بدور (ضابط)
- أنور ماضي بدور (ضابط)
- ياسمين بدور (الراقصة)
- سيد إسماعيل بدور (المطرب)
- ليندا بدوي بدور (والدة نور)
- سميرة حسين
- عباس الدالي
- عبد الحميد بدوي

## فريق العمل
- إخراج: محمود إسماعيل
- قصة: عبد المنعم السباعي
- سيناريو: محمود إسماعيل، أنور المشري
- حوار: محمود إسماعيل
- مدير التصوير: محمود نصر
- مونتاج: سعيد الشيخ
- موسيقى تصويرية: أندريه رايدر
- إنتاج: أفلام النور العربية (عبد الفتاح منسي)
- توزيع: أفلام النور العربية